# チャールズ・フェアファクス (第5代フェアファクス子爵)
第5代フェアファクス子爵チャールズ・フェアファクス（英語: Charles Fairfax, 5th Viscount Fairfax、1711年7月6日没）は、アイルランド貴族。

## 生涯
第2代フェアファクス子爵トマス・フェアファクス（1641年9月24日没）とアラシア・ハワード（Alathea Howard、1677年9月3日没、サー・フィリップ・ハワードの娘）の次男（長男ウィリアムは1620年に生まれ、1641年にフェアファクス子爵を継承した）として生まれた。
1651年に兄ウィリアムの息子トマスが死去すると、フェアファクス子爵の爵位を継承した。
1654年3月18日までにアビゲイル・イェート（Abigail Yate、1699年5月29日埋葬、第2代準男爵サー・ジョン・イェートの娘）と結婚、1女をもうけた。
- アラシア（1694年2月26日以前没） - 1677年1月16日、第3代ウィドリングトン男爵ウィリアム・ウィドリングトンと結婚、子供あり

1687年から1688年までノース・ライディング・オブ・ヨークシャー統監を務めた
1689年にジェームズ2世がアイルランド議会を招集したときは議会に出席しなかったという。
1711年7月6日に死去、弟ニコラスの息子ニコラス（1703年2月26日没）の息子チャールズが爵位を継承した。